# Kompleks skoczni narciarskich w La Molinie
Kompleks skoczni narciarskich w La Molinie – kompleks skoczni narciarskich w hiszpańskiej miejscowości La Molina. W jego skład wchodzą skocznia Trampolín Albert Bofill Mosella o punkcie konstrukcyjnym K75, a także dwa obiekty znane jako Font Canaleta (K54, K25).
Pierwsze skocznie w La Molinie powstały w 1912. Kompleks Font Canaleta wybudowano w 1934, a skocznię Trampolín Albert Bofill Mosella w 1979. Na obiekcie tym rozgrywano w latach 1979-1992 Puchar Króla w skokach narciarskich. Odbywały się tu też mistrzostwa Hiszpanii w skokach narciarskich.